# مقاطعة هارلن، الولايات المتحدة الأمريكية
مقاطعة هارلان، الولايات المتحدة الأمريكية هو فيلم وثائقي أمريكي إنتاج عام 1976 يغطي "ضربة بروكسايد" ، إضراب 180 من عمال مناجم الفحم وزوجاتهم عام 1973 من مصنع بروكسايد شركة إيستوفر للفحم التابع لشركة ديوك باور المملوكة لشركة ديوك باور في مقاطعة هارلان ، جنوب شرق كنتاكي. حصل على جائزة الأوسكار لأفضل فيلم وثائقي في حفل توزيع جوائز الأوسكار التاسع والأربعون.
تم إخراجه وإنتاجه من قبل المخرجة باربرا كابل، ثم في وقت مبكر من حياتها المهنية في صناعة الأفلام، عملت على أفلام وثائقية أخرى، لا سيما كمدافعة عن حقوق العمال.

## روابط خارجية
- مقاطعة هارلن، الولايات المتحدة الأمريكية  في قاعدة بيانات الأفلام على الإنترنت (بالإنجليزية)
- مقاطعة هارلن، الولايات المتحدة الأمريكية على موقع أول موفي.
- Harlan County, USA film trailer على يوتيوب
- Harlan County USA: No Neutrals There essay by Paul Arthur at The Criterion Collection
- John Sayles (film director) discusses Harlan County, USA على يوتيوب